# Ken Yamura
Ken Yamura (jap. 矢村 健, Yamura Ken; * 9. Juni 1997 in Tokio, Präfektur Tokio) ist ein japanischer Fußballspieler.

## Karriere
Ken Yamura erlernte das Fußballspielen in den Jugendmannschaften von Vitoria Meguro FC und Yokogawa Musashino FC, der Schulmannschaft der Funabashi Municipal High School und der Universitätsmannschaft der Niigata University of Health & Welfare. Von der Universität wurde er von September 2018 bis Januar 2019 und von Februar 2019 bis Januar 2020 an Albirex Niigata ausgeliehen. Der Verein aus Niigata, einer Großstadt in der gleichnamigen Präfektur Niigata auf der Insel Honshū, spielte in der zweithöchsten japanischen Liga, der J2 League. Nach Ende der Ausleihe wurde er 2020 von Niigata fest verpflichtet. Als Jugendspieler spielte er 2019 einmal in der zweiten Liga. Am Ende der Saison 2022 feierte er mit Albirex die Meisterschaft und den Aufstieg in die erste Liga. Nach dem Aufstieg wechselte er zu Beginn der Saison 2023 auf Leihbasis zum Zweitligaaufsteiger Fujieda MYFC. Hier bestritt er in zwei Spielzeiten 78 Ligaspiele. Nach der Ausleihe kehrte er im Januar 2025 nach Niigata zurück.

## Erfolge
Albirex Niigata
- Japanischer Zweitligameister: 2022  ▲